# Гетто в Жихлине
Гетто в Жихлине— еврейское гетто, созданное нацистами в период оккупации Польши во время Второй мировой войны, в городе Жихлин. Существовало с лета—осени 1940 года по март 1942 года.

## История
Немецкие войска оккупировали Жихлин 17 сентября 1939 года. Буквально через несколько дней многих евреев начали принуждать к труду: подметанию улиц, уборке квартир и кабинетов нацистов. Через некоторое время немецкие власти наложили запрет на еврейские пекарни, арестовав и посадив в тюрьму их пекарей, которые продолжали работать.
В ноябре 1939 года евреям было приказано носить на рукавах желтую ленту. Через некоторое время ленту заменили желтыми звездами, которые нужно было носить на груди и на спине.
Евреев Жихлина обязали вешать табличку «Jude» на двери своих домов и соблюдать комендантский час с 17:00 до 6:00.
В апреле 1940 года местные власти посадили местную в тюрьму представителей польской и еврейской интеллигенций. Позже заключенных, в том числе многих учителей-евреев, отправили в концентрационные лагеря Германии.

## Гетто
.

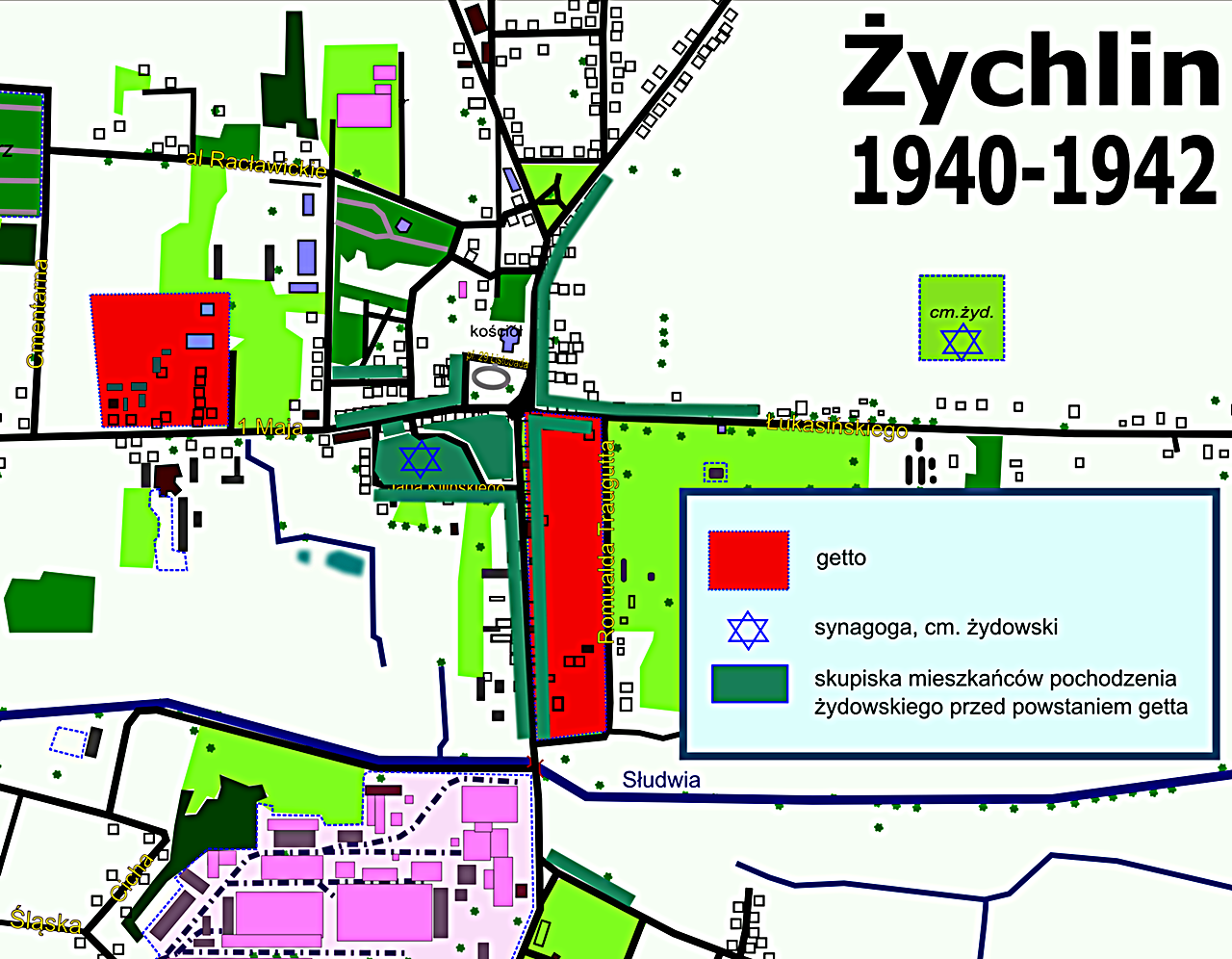
План гетто в Жихлине

Гетто в Жихлине было создано летом или осенью 1940 года. Оно состояло из двух частей. «Большое гетто» располагалось на правой стороне улицы Наротовича и насчитывало около 1800 человек. «Маленькое гетто» располагалось в Фабьяновке, пригороде Жихлина.
Обе части гетто были переполнены. В каждой квартире проживало по несколько семей, а одну комнату занимало более десяти человек. Евреям было приказано заклеить окна, выходящие на улицу Наротовича, чтобы они были изолированы от «арийской» стороны. Условия жизни в Фабиановке были крайне суровыми. Здесь в домах, расположенных в болотистой местности, не было канализации. Поскольку не было колодца, узники гетто были вынуждены его вырыть.
Евреям разрешалось покидать гетто в исключительных случаях по специальному разрешению, в сопровождении полицейского-еврея. Тех, кто самовольно покидал гетто, избивали, грабили и сажали в тюрьмы. Тем не менее, многие евреи тайно выбирались за продуктами в окрестные деревни.
При этом условия жизни еврейских жителей не были слишком тяжелыми, по сравнению с беженцами, которые были вынуждены голодать.

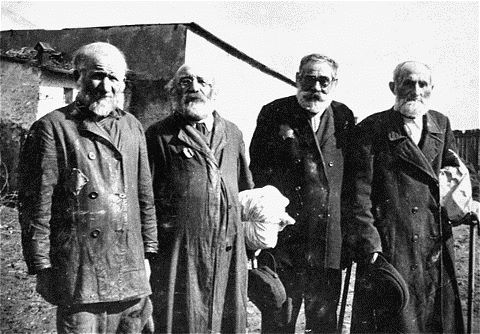
Пожилые узники гетто

На 1 января 1940 года в Жыхлине из 3000 евреев было 600 беженцев. Их количество росло, как и перенаселенность гетто, в котором накануне ликвидации в марте 1942 года было 3200 евреев.
Большинство беженцев прибыло из Кутно, Домбровицы, Санников и Влоцлавека. Большая группа домбровицких евреев разместилась на полуразрушенном кирпичном заводе Жихлина. Многие были вынуждены жить на открытом воздухе. Большинство из них не могли купить еды и жили на немецком продовольственном пайке, где суточная норма хлеба составляла 120 граммов на человека.
В «большом гетто» юденрат, председателем которого был Альтер Розенберг, смог открыть общественную кухню, которая раз в день раздавала суп беднякам из обеих частей гетто. При ужасающих санитарных условиях возникали случаи сыпного тифа.
Настоящим кошмаром для узников стали депортации молодых евреев в трудовые лагеря. С августа  и до конца 1941 года несколько сотен человек были отправлены в исправительно-трудовые лагеря в районе Познани.
Условия жизни в этих лагерях были ужасными, и никто из отправленных туда не вернулся обратно в гетто. Двое евреев из Жихлина были повешены в лагере Накло за попытку украсть картошку с близлежащего поля.

## Ликвидация гетто

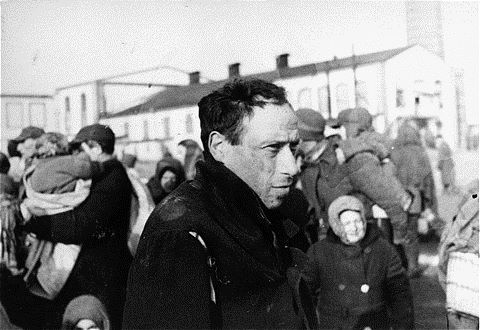
Евреи собираются на улице в гетто Жихлина, предположительно, перед депортацией в лагерь смерти Хелмно.

Слухи о скорой ликвидации Жихлинского гетто появились вместе с поступившими в начале 1942 года известиями о ликвидации гетто в районе Коло. Вскоре была прервана   почтовая связь между жихлинскими евреями и евреями других мест. Евреев, пойманных вне гетто, стали убивать. Контрабанда, которую немецкая полиция в значительной степени игнорировала, теперь жестоко пресекалась. В гетто начались регулярные обыски, сопровождавшиеся грабежами.
К концу февраля 1942 года немецкая полиция арестовала председателя юденрата и начальника еврейской полиции. Их повесили в тюрьме. В последующие дни гетто было ликвидировано. Члены юденрата, а также все полицейские-евреи и их семьи были публично казнены на рыночной площади.
3 марта 1942 года всё население гетто, 3200 евреев, вывезли на рыночную площадь и погрузили на телеги, конфискованные у местных крестьян. Операция сопровождалась избиениями и расстрелами. Тех, кто задерживался или медлил, расстреливали на месте. Полицейские, проводившие «акцию» и конвоировавшие подводы, открыто говорили евреям, что их везут на смерть. Узников гетто Жихлина  доставили на вокзал в Кросневицах, погрузили в вагоны и отвезли в лагерь смерти Хелмно.
Из евреев, проживавших в Жихлине к началу войны, выжило только 68 человек.